# Utrikesrepresentationen
Utrikesrepresentationen är en benämning för de svenska utlandsmyndigheterna, vilka är en del av utrikesförvaltningen.
Utrikesrepresentationen består av ambassader, konsulat, delegationer samt representationer, däribland FN-representationen och EU-representationen.

## Historik
Utlandsrepresentationen var länge helt koncentrerad till Europa. Beskickningen i Washington tillkom vid 1800-talets början, den i Tokyo vid 1900-talets början. Utbyggnaden av representationsnätet i länder i andra världsdelar började först efter andra världskriget.